# SpongeBob SquarePants: Underpants Slam
SpongeBob SquarePants: Underpants Slam é um jogo de quebra-cabeça e ação com personagens licenciados do seriado animado SpongeBob SquarePants. O jogo foi lançado no Xbox Live Arcade em 26 de dezembro de 2007. O título, junto com o Screwjumper!, foi o primeiro jogo da empresa THQ projetado para download e o unico jogo da franquia SpongeBob SquarePants para Xbox Live Arcade. Ele foi retirado da Xbox Live Marketplace em Janeiro de 2013 depois da falência da THQ, porém foi recolocado em Agosto de 2018 pela sua sucessora THQ Nordic.

## Enredo
Uma atual tempestade interrompeu o carregamento das roupas íntimas de Neptuno, o deus dos mares, espalhando-as pelo fundo do oceano. Neptuno, então, convoca seus súditos para coletar suas vestimentas perdidas, com uma recompensa oferecida àquele que recolher o maior número de roupas íntimas.

## Jogabilidade
Os jogadores progridem em dez níveis de jogo, coletando 99 pares de roupas íntimas em cada um deles. Personagens jogáveis incluem SpongeBob, Patrick, Eugene Krabs, Plankton e Sandy Cheeks. Os níveis são preenchidos por águas-vivas, que podem nadar com pares de roupas íntimas. Essas, por sua vez, só podem ser recuperadas se o jogador atacar as águas-vivas, a falta de ataque no momento certo resulta em um choque elétrico. A maioria dos pares de roupas estão espalhados ao redor dos níveis, embora vários estejam escondidos em objetos como tubos e caixas que devem ser destruídos. Poderes como um ímã para atrair os objetos próximos podem ser coletados ao longo dos níveis, embora alguns possam ter efeitos negativos, como reverter os controles.

## Recepção
Underpants Slam foi recebido com críticas mistas, obtendo uma pontuação de 55 no Metacritic, e 3,5 de 5 no GamesRadar. O Team Xbox deu uma pontuação de 6,5 e escreveu que "os fãs da série, jovens e velhos, certamente irão se divertir jogando seus personagens favoritos e atacando seus amigos até o Bikini Bottom". Em contrapartida, o portal IGN chamou o jogo de "exercício de tédio", enquanto a Revista Oficial Xbox afirmou: "embora os adultos e as crianças possam apreciar a tolice, a mecânica simples do pular-e-atacar envelhece imediatamente, e a câmera fica uma bagunça".